# Ленкњица
Ленкњица (пољ. Łęknica) је град у Пољској у Војводству Лубушком у Повјату żarski. Према попису становништва из 2011. у граду је живело 2.631 становника.

## Становништво
Према прелиминарним подацима са пописа, у граду је 2011. живело 2.631 становника.
| 2002. | 2011. | 2012. |
| ----- | ----- | ----- |
| 2.670 | 2.631 | 2.602 |